# Jedeurska trädgården

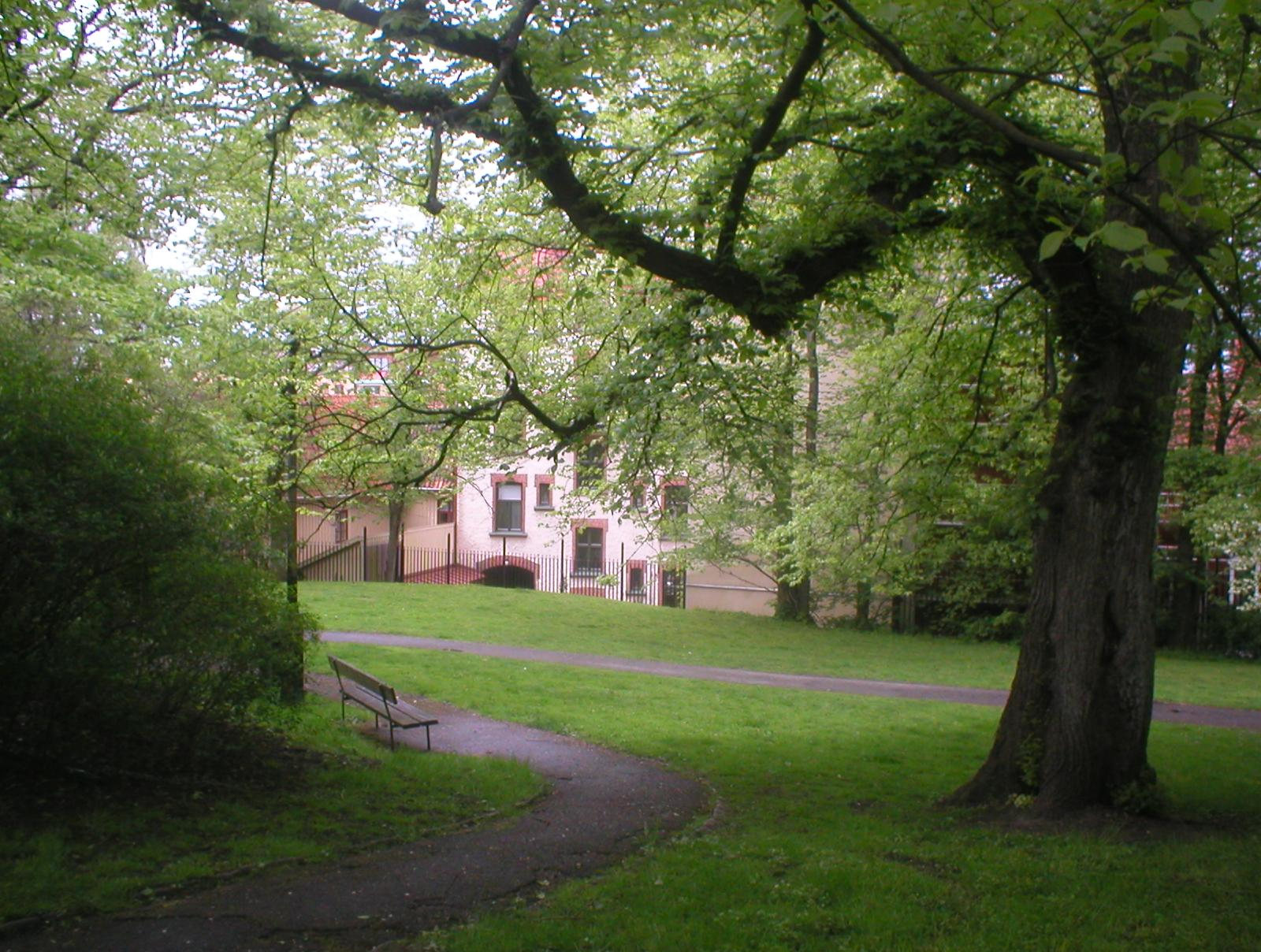
Jedeurska trädgården

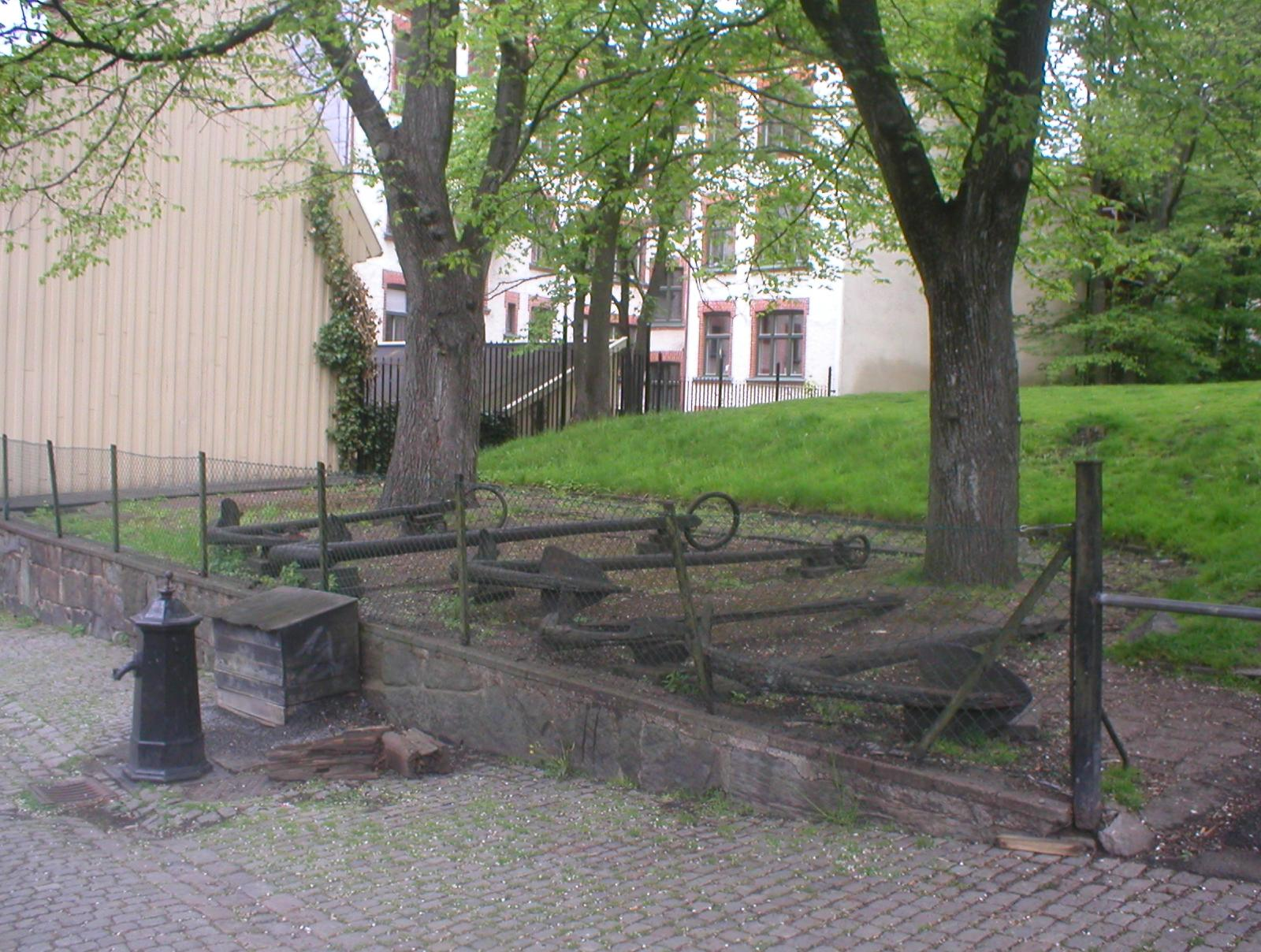
Jedeurska trädgården

Jedeurska trädgården, trädgård bakom Jedeurska huset i Kulturreservatet Gathenhielm i Göteborg. Namnet kommer från Johan Niclas Jedeur som var ägare till trädgården. Där ligger resterna av ostindiefararen Gustaf III.
Jedeurska trädgården invigdes efter renovering den 16 oktober 1950 och innehöll lekpark och friluftsmuseum. Göteborgs sjöfartsmuseum fick vid invigningen i uppgift att ta hand om platsen.